# Sant Martí de Cellers
Sant Martí de Cellers és l'església parroquial del nucli de Cellers, al municipi de Torà, a la comarca del Solsonès. És un monument protegit i inventariat dins el Patrimoni Arquitectònic Català

## Situació
L'església està situada dalt d'un turó, a llevant de les runes de l'antic castell, dominant les cases del nucli que el rodegen pel sud i ponent. S'hi accedeix des de Torà prenent la carretera asfaltada que surt del darrere de camp d'esports i piscines municipals (41° 48′ 34.09″ N, 1° 24′ 25.76″ E / 41.8094694°N,1.4071556°E). En 6,7 km. s'arriba a Cellers després de deixar els trencalls de les masies de Cal Valentines i Les Feixes.

## Descripció

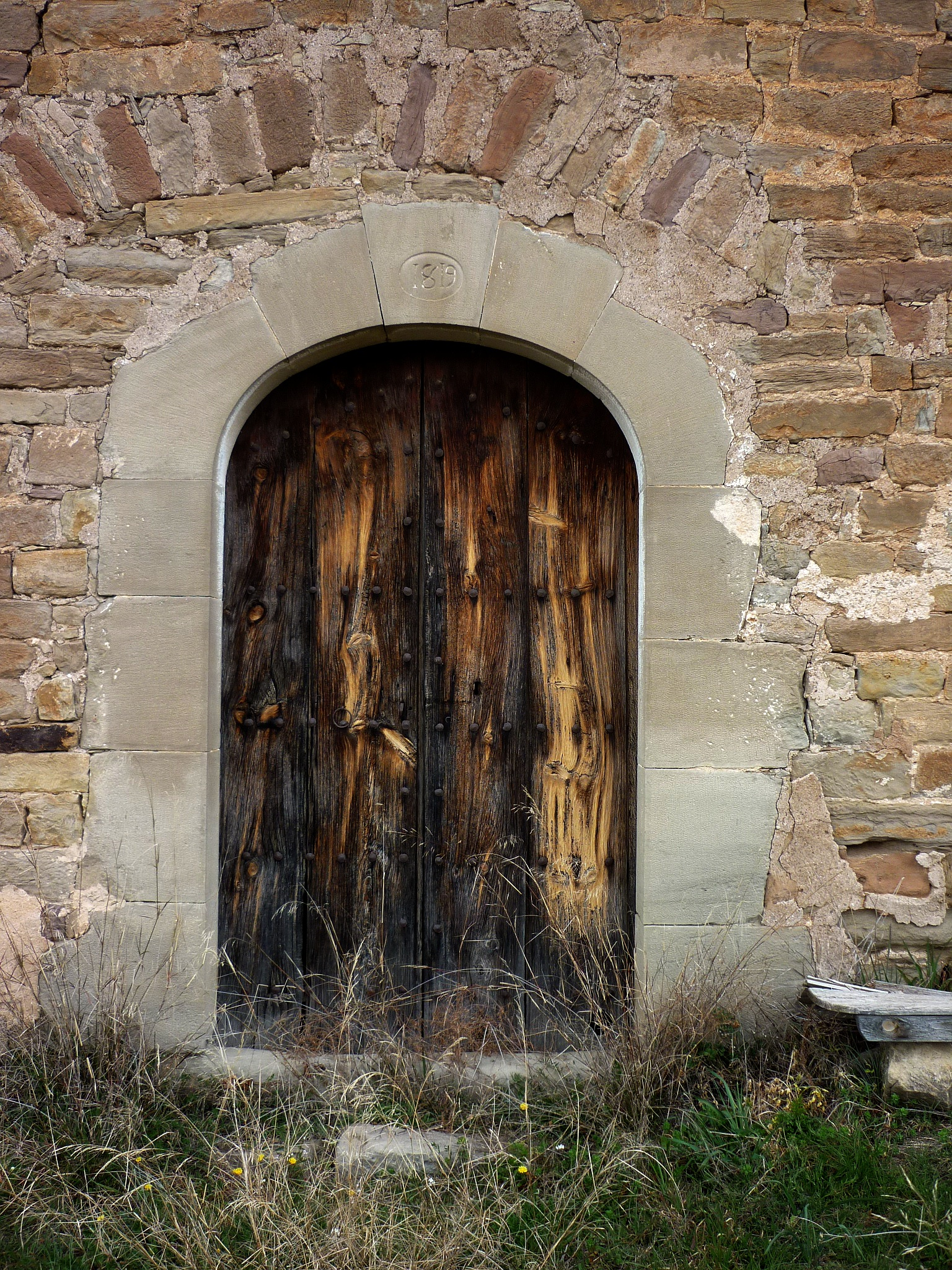
Portal

Construcció d'una sola nau. La coberta és amb volta de canó i teulada a doble vessant (nord-sud), acabada amb teules. Al mur sud, hi ha l'entrada d'accés, d'arc carpanell adovellat amb la data inscrita de "1814". A la seva dreta hi ha una finestra acabada en arc que actualment es troba tapiada. A la façana oest, hi ha una finestra esqueixada i llinda oberta cap a l'exterior. A la façana est hi ha adjunt el campanar. Aquest, és de planta quadrada amb quatre obertures d'arc de mig punt (est,sud,oest,nord). A la part superior culmina amb una cornisa. L'interior es troba arrebossat, hi ha dos arcs torals esbiaixats. S'observa que hi havia un absis a la zona on ara hi ha el campanar. Es troba a la part alta del poble.

## Història
D'aquesta església hi ha poca informació. Hi ha un document de l'any 1038 que parla d'una donació feta per Borrell i Adelaida, juntament amb els seus fills a tres frares anomenats Guillem, Seniofred i Galid. Als quals donen l'església de Sant Martí i Sant Celdoni de Cellers amb la condició que hi hauran de residir servint a Déu i a Santa Maria.